# Autostrada A65 (Holandia)
Autostrada A65 (nl. Rijksweg 65) - jest to jedna z Holenderskich autostrad znajdująca się w całości w prowincji Brabancja Północna.
Zaczyna się na węźle Vught (A2), kończy się na węźle
De Baars (A58).